# Pontopòrids
|  | No s'ha de confondre amb Pontoporeiidae. |

Els pontopòrids (Pontoporiidae) són una família de cetacis que viuen a les aigües costaneres atlàntiques del sud-est de Sud-amèrica. L'únic representant d'aquest grup que ha sobreviscut fins avui en dia és el dofí del Plata (Pontoporia blainvillei), però la família té un registre fòssil ric que s'estén fins al Miocè mitjà.